# 珀麗灣

珀麗灣

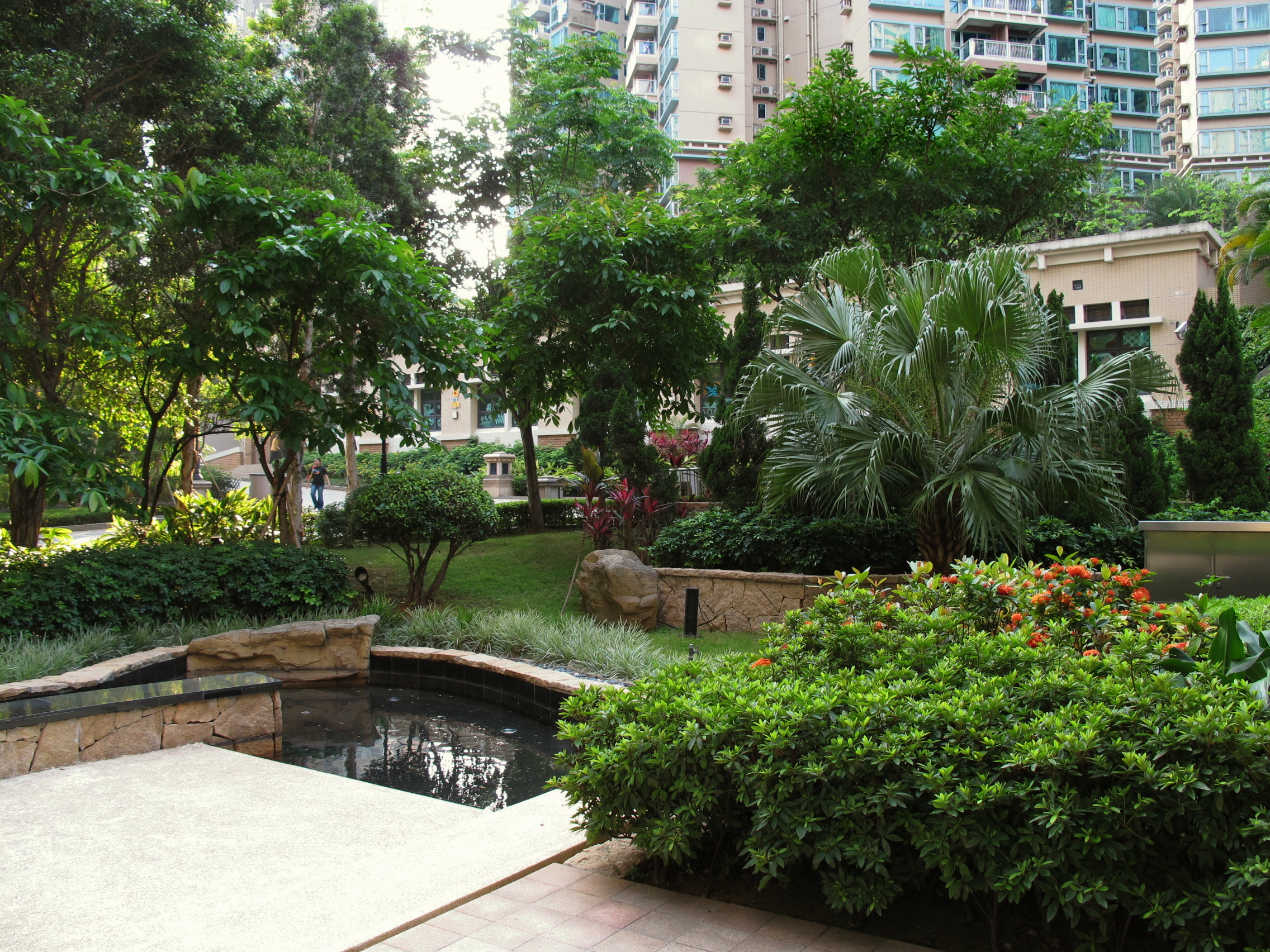
珀麗灣園林

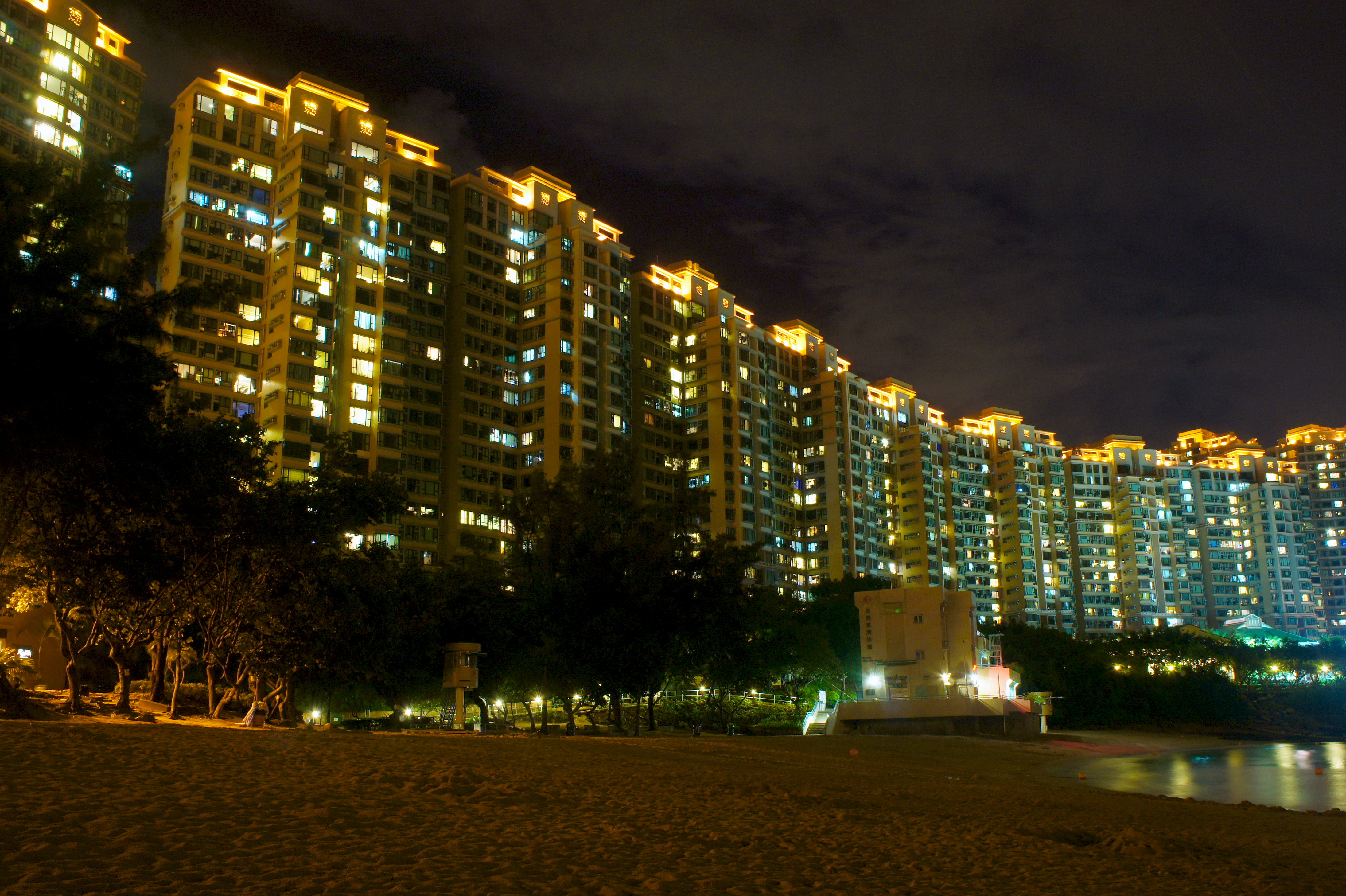
晚上的珀麗灣

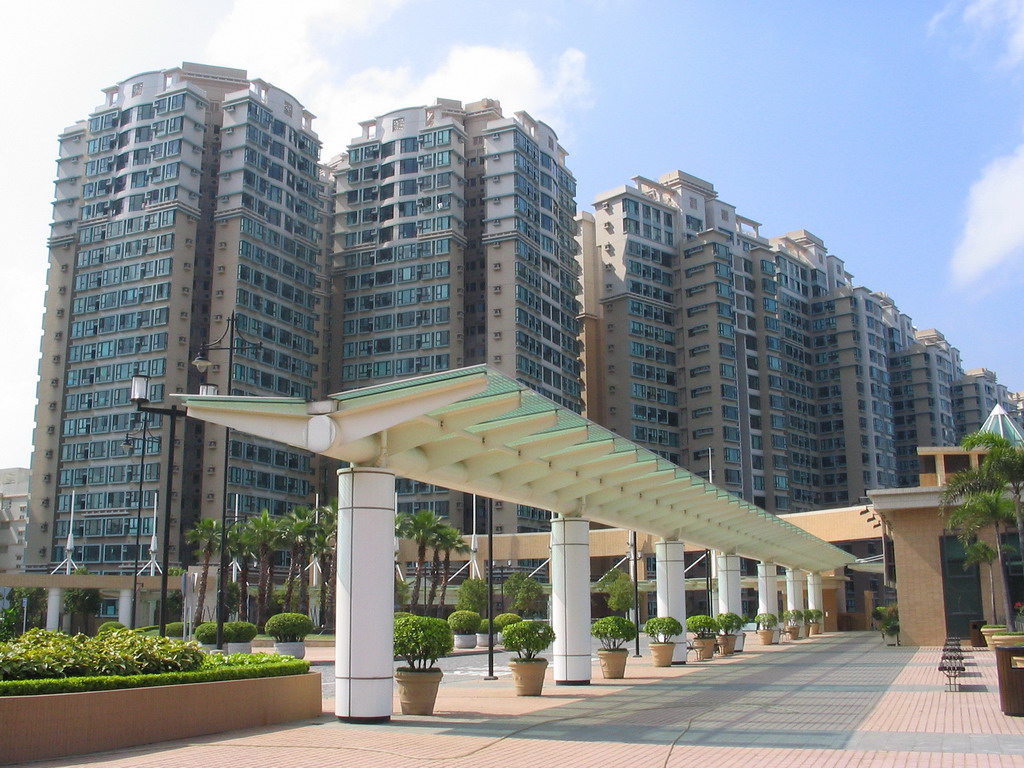
露天巴士站

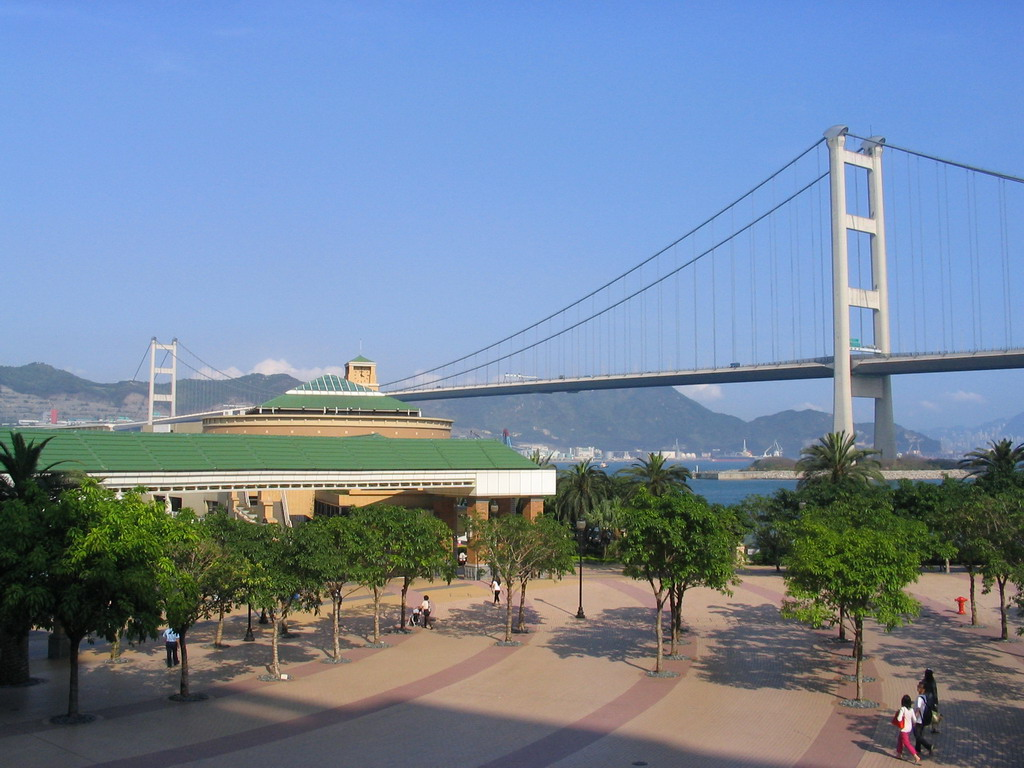
貝殼廣場

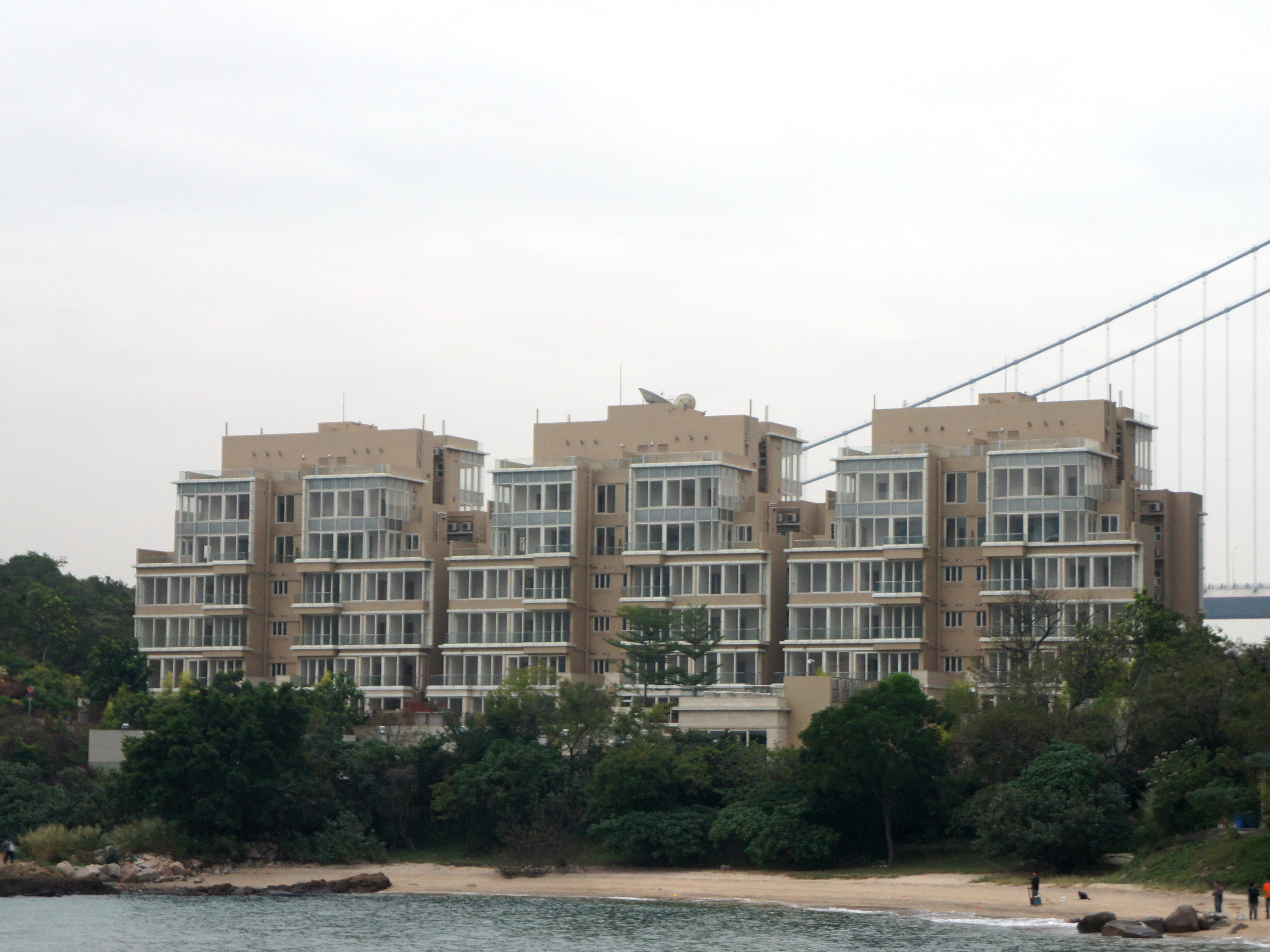
海珏

珀麗灣（英語：Park Island）是香港新界荃灣區馬灣的大型私人屋苑項目，由發展商新鴻基地產於1997年以換地形式取得，於2002年至2011年分階段發展，由關善明建築師事務所設計。該屋苑參照大嶼山愉景灣發展模式，一向並不容許私家車及電單車登島，故與香港市區有一定的隔離。初期僅容許接駁巴士及屋苑專車行駛，於2012年起逐步放寬市區的士24小時於馬灣上行駛。貨車則可於早上10時至下午4時行駛。

## 屋苑資料
- 地址：馬灣珀麗路8號
- 住宅座數：32座
  - 第1期：第12-13、15-18座
  - 第2期：第2-3、5-11座
  - 第3期（Oceanfront）：第1、19-23及25座
  - 第5A及5B期（Oceancrest）：第26-31座
  - 第6期（海珏）（AnaCapri）：第32-35座
- 入伙年份：
  - 第1及2期：2002年12月11日（藍色會所）
  - 第3期（Oceanfront）：2004年7月20日（綠色會所）
  - 第5A及5B期（Oceancrest）：2007年4月30日（天色會所）
  - 第6期（海珏）：2011年3月
- 單位總數：5,281個
- 管理公司：發展商旗下的啟勝管理服務

珀麗灣獲水務署認可其供水系統得到妥善保養和檢查，並獲水務署頒發「大廈優質供水認可計劃－食水（管理系統）」金證書及「大廈優質供水認可計劃－沖廁水」銀證書。

## 業主委員會
- 第一屆業主委員會於2003年7月26日成立，首任業主委員會主席為曾文典先生，而翌年主席為陳嘉敏小姐
- 第二屆業主委員會主席為周國紹先生，2007年6月21日起由倫智偉先生接任（ （页面存档备份，存于））
- 第三屆業主委員會首年主席為蕭劉藹宜女士，而翌年主席為曾文典先生
- 第四屆業主委員會首年主席為黃正邦先生，而翌年主席為林惠文先生
- 第五屆業主委員會主席為黎錦浩先生

## 私人泳灘藍鯨灣
新鴻基於2002年時以5,000萬購買位於大嶼山竹篙灣附近的沙灘花坪灣，將之私有化並命名為「藍鯨灣」。發展商更動用了約 1,000萬元作為美化沙灘及設施，改建為馬爾代夫式休閒度假勝地，珀麗灣的住客可乘搭豪華遊艇「藍鯨號」，抵達藍鯨灣碼頭並享用泳灘上的設施，包括燒烤、釣魚、野戰遊戲、沙灘排球、野外露營及私人派對等。
自2005年起，「藍鯨灣」因被規劃署指其用地違反土地用途而自此荒廢，到了2011年已成為一個廢墟。

## 附近設施
- 珀麗灣商場
- 珀麗灣碼頭
- 東灣沙灘
- 馬灣公園
- 中華基督教會基慧小學（馬灣）

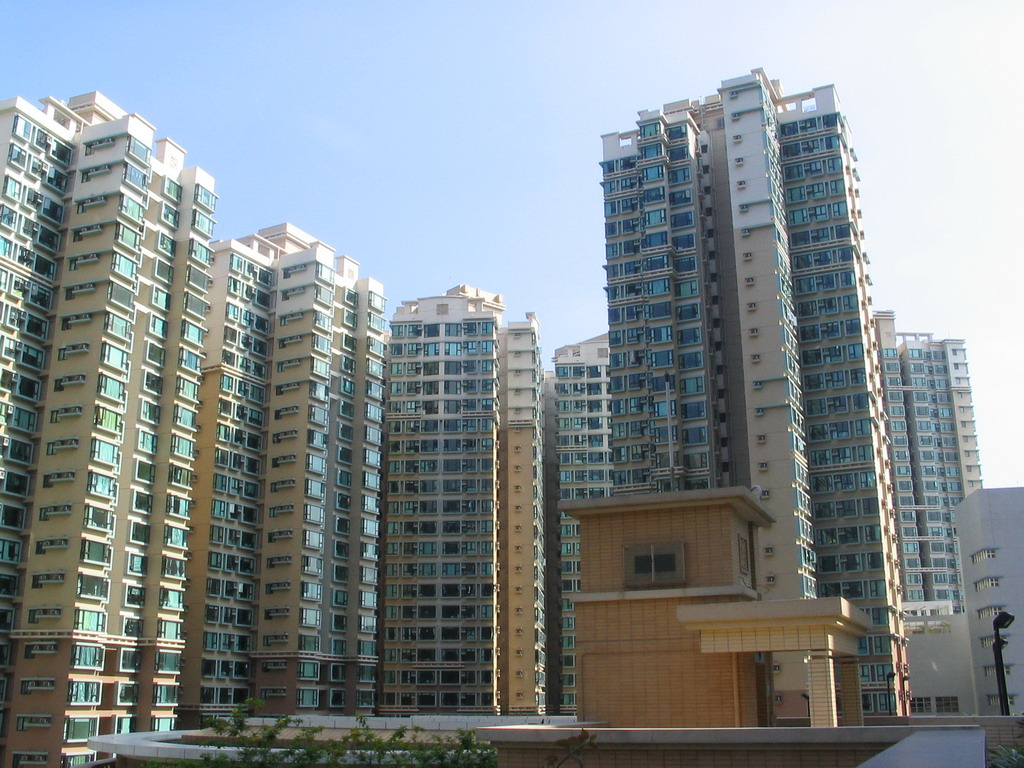
珀麗灣一期A
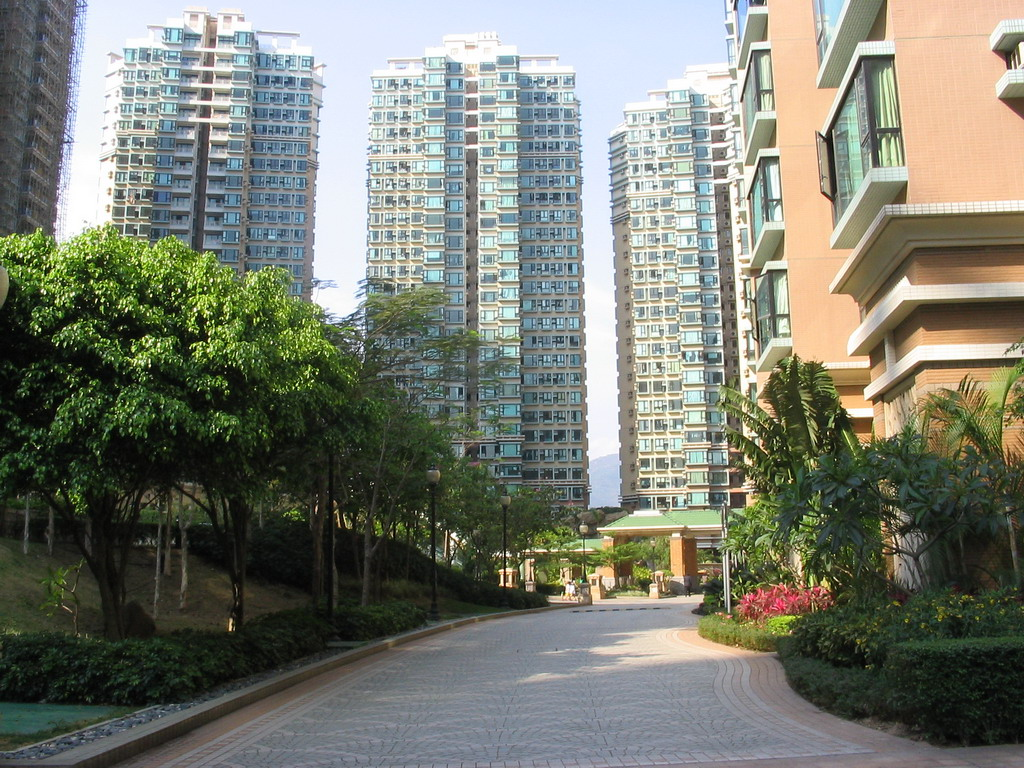
珀麗灣一期B及二期
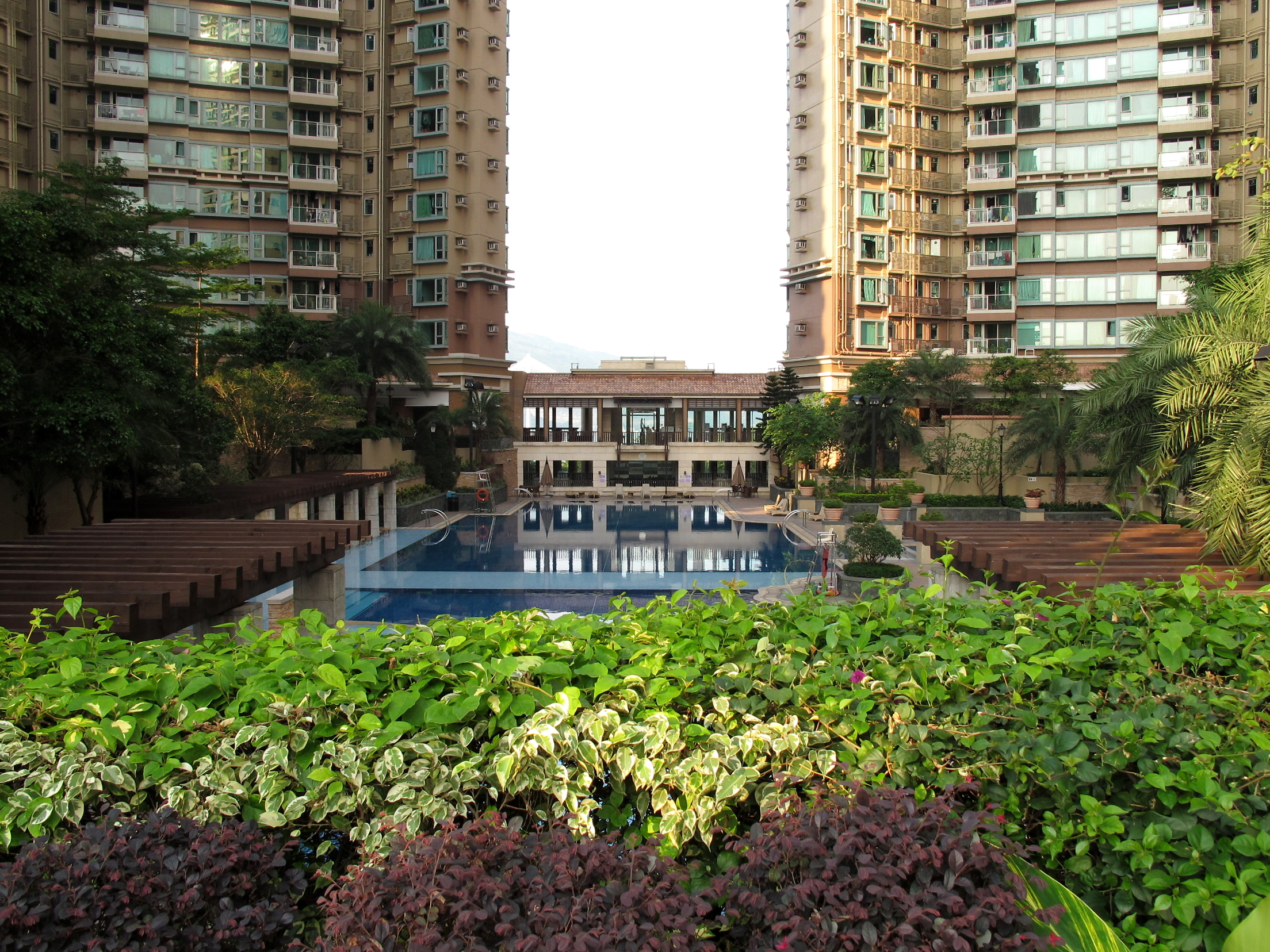
第5A及5B期游泳池
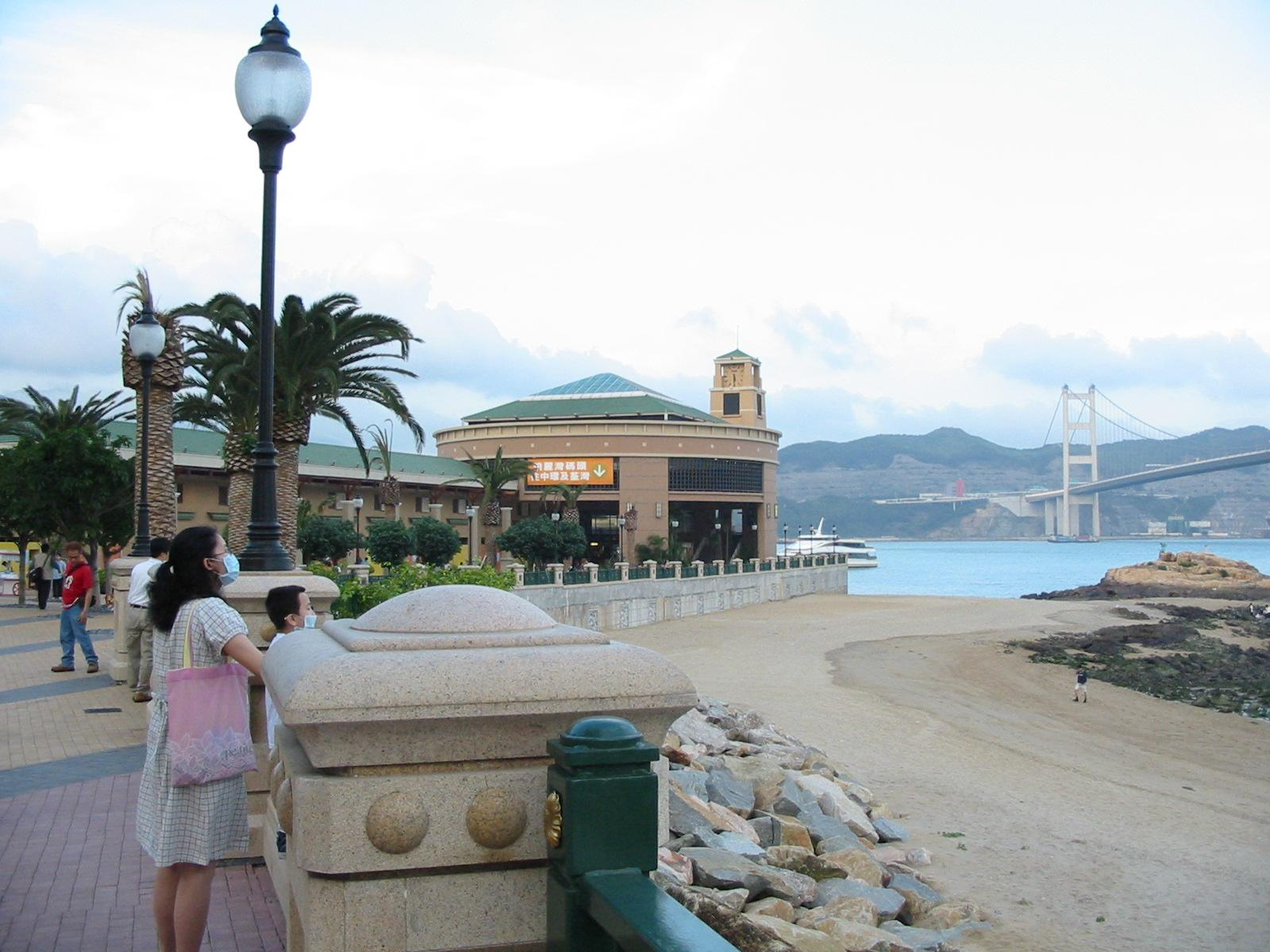
珀麗灣及東灣
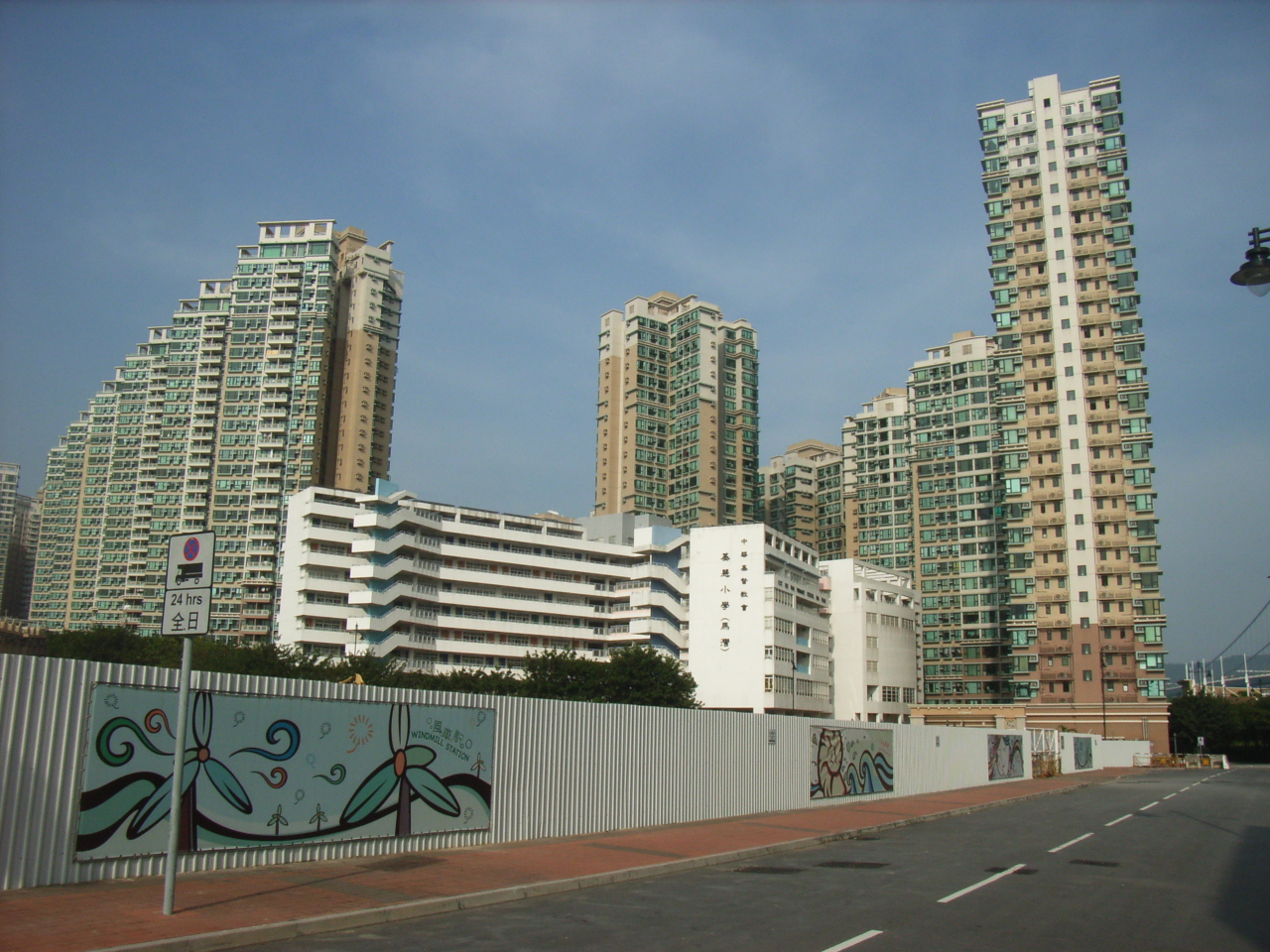
珀麗灣及中華基督教會基慧小學（馬灣）
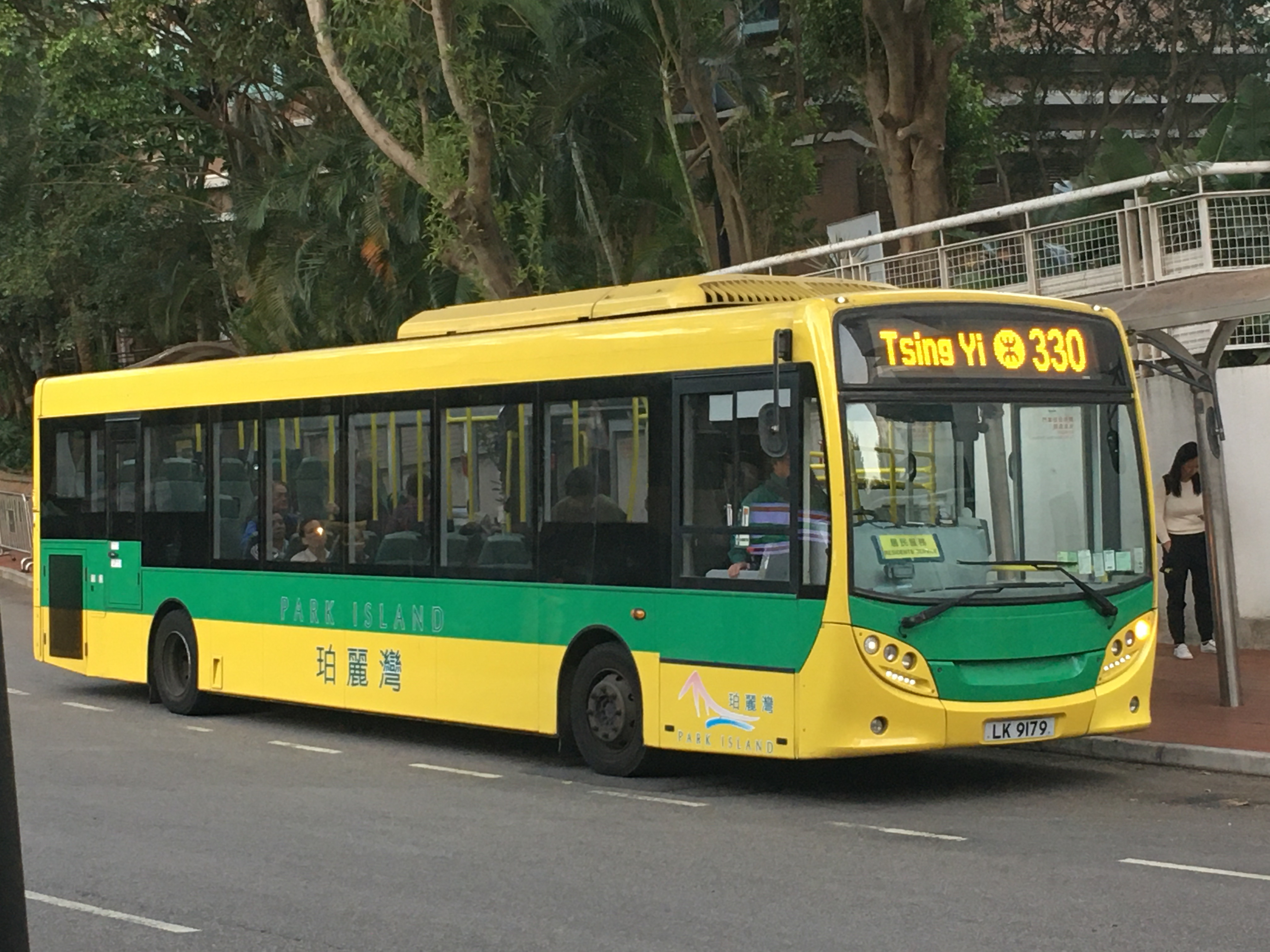
居民巴士服務
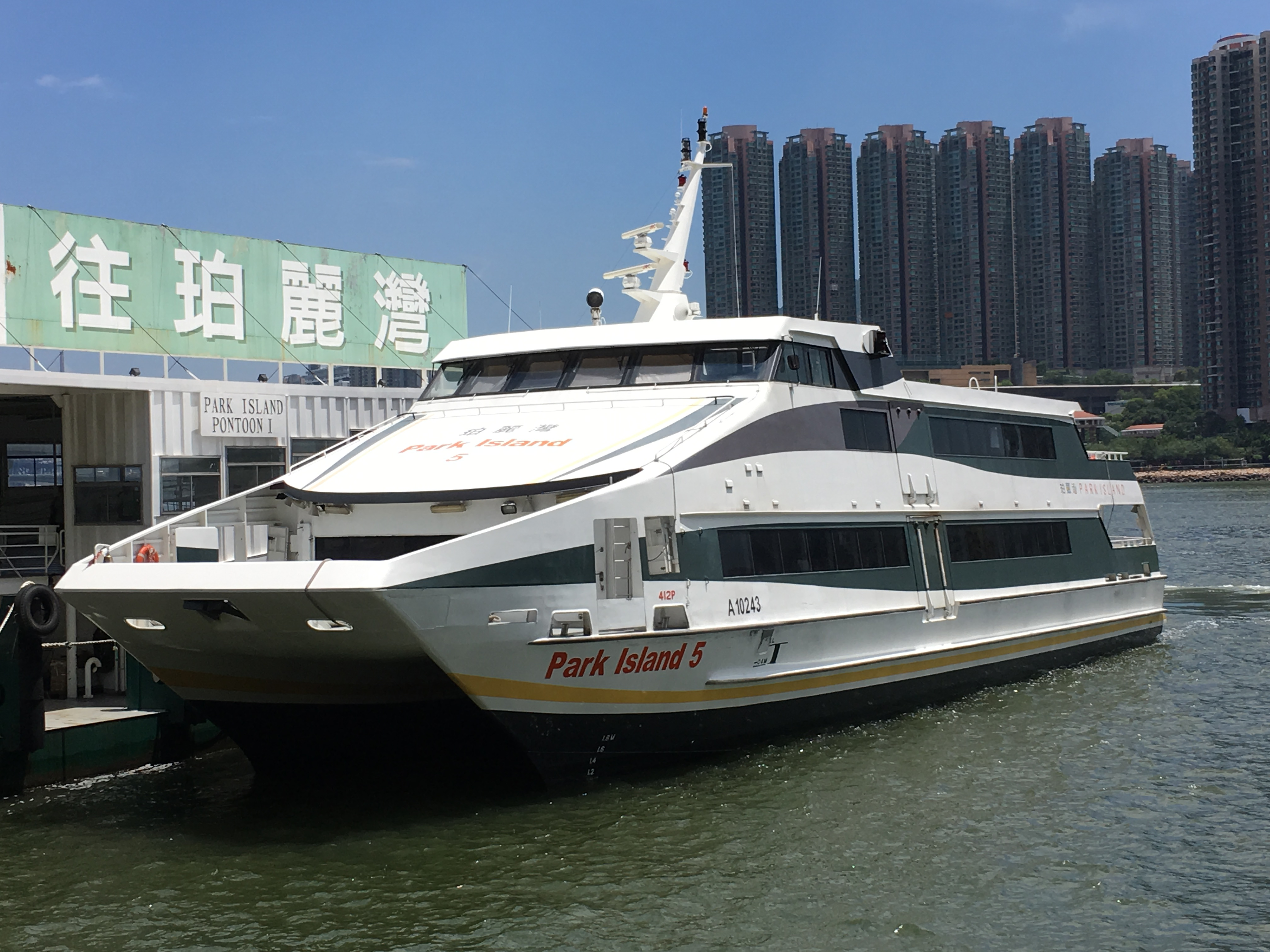
渡輪服務

## 事件
2002年9月21日，在馬灣珀麗灣地盤工作及居住的市民懷疑感染登革熱病，須抽血化驗，衛生署相信珀麗灣地盤為致病源頭。職員曾到地盤進行流行病學調查，訪問了244名工人，其中2名年齡分別28及38歲的工人，9月初曾出現登革熱病徵。食環署表示，該地盤處處積水及衛生環境欠佳，署方已先後在同年4月及9月向地盤發出兩次警告及一張告票。發展商新鴻基地產表示無法證實患者是因為在馬灣島上工作而感染，不過配合政府行動，連日派出100多名員工到地盤滅蚊，清理積水。
2018年6月，珀麗灣客運向運輸署申請削減平日上午10時至下午4時來往珀麗灣及中環的6班渡輪班次；同時，另外2條巴士線亦會削減班次及加價，其中加幅最高為25%。有關安排引起居民不滿，認為令居民生活更加不便。6月24日，約10名馬灣居民在馬灣游水抗議，高舉「反對CUT船」標語。7月8日，近千名居民在屋苑有蓋廣場舉行集會，抗議新鴻基附屬的客運公司削減渡輪及巴士班次並加價。珀麗灣業主委員會副主席黃杏雲批評發展商違背當年的承諾，包括至今仍未興建馬灣公園二期，規劃失當的責任不應由居民承擔。

## 交通
根據1997年6月23日新地與港英政府簽訂的協議，新地須提供交通服務出入珀麗灣。於2002年12月11日，連接馬灣及青嶼幹線的馬灣路與馬灣收費廣場雙雙同步啟用。島上唯一公共交通營辦商珀麗灣客運所提供的巴士及渡輪服務緊接於12月14日投入服務。
歷經多年發展，馬灣現行交通網絡相當全面，珀客經營四條居民巴士服務行走馬灣與青衣、葵芳、香港國際機場及中環，當中往返馬灣與青衣及葵芳的居民巴士服務均為24小時運作，而來往中環的路線只在深夜時段服務，以替代該時段渡輪的服務；陽光巴士亦經營兩條居民巴士路線往返荃灣，便利居民前往就近鐵路車站或公共運輸交匯處，轉駁其他交通工具前往目的地。此外，居民也可乘搭渡輪服務分別前往中環或荃灣。
配合馬灣公園第二期於2024年第一季建成並開始運作，運輸署於2023年1月建議開辦假日專營巴士路線，來往馬灣（珀欣路）及九龍站，中途繞經南昌站一段深旺道。路線經公開招標，由九巴投得，編號定為230R。於2024年2月3日投入服務。

### 巴士路線
除NR334外，其餘路線已被納入長者及合資格殘疾人士公共交通票價優惠計劃。
- 巴士服務班期表 （页面存档备份，存于）

### 渡輪航線
- 珀麗灣←→荃灣碼頭（航線原於2012年12月14日停辦[11]，但再於2013年6月8日重投作有限度服務。而在停辦日起市區的士擴展至24小時均可駛入馬灣島。）
- 珀麗灣←→中環碼頭
- 渡輪服務班期表 （页面存档备份，存于）

以上渡輪均被納入長者及合資格殘疾人士公共交通票價優惠計劃。

## 外部連結
- 珀麗灣官方網站 （页面存档备份，存于）
- 馬灣社群網 - MaWan Community
- 海珏官方網站